# Pier Solar and the Great Architects
Pier Solar and the Great Architects, även kallat Pier Solar, är ett rollspel (RPG) till konsolen Sega Mega Drive och senare portad till andra plattformar t.ex. Dreamcast, Ouya, Playstation 3, Playstation 4, Playstation Vita, Xbox 360, Xbox One, Wii U, Android och PC (Windows, OS X och Linux). Spelet är utvecklat och utgivet av Watermelon. Spelet släpptes efter kraftiga förseningar den 20 december 2010. Pier Solar är inte licensierat av Sega. En specialutgåva (posterity) av spelet släpptes parallellt med tre vanliga utgåvor som imiterade den design Sega under senare år använde till askarna i regionerna Japan, Europa och Amerika.
Berättelsen i spelet kretsar kring de tre vännerna Hoston, Alina och Edessot. Hostons pappa är svårt sjuk och de tre vännerna letar efter en magisk ört för att bota honom. När de ger sig ut i en skog för att leta efter örten, hittar de även ruiner till en gammal civilisation som de blir nyfikna på. Det visar sig senare att det finns några onda typer som gräver i ruinerna för att hitta något mycket kraftfullt och farligt, och då beslutar sig vännerna för att stoppa detta.